# Єреміїв Михайло Михайлович
Миха́йло Миха́йлович Єремі́їв (7 лютого 1889, с.Новосілки (нині — Житомирська область.) — 16 листопада 1975, Женева) — український громадсько-політичний діяч, журналіст і дипломат.

## Життєпис
Закінчив Київський політехнічний інститут, був головою української студентської громади інституту. Член Української соціал-демократичної робітничої партії. 1914 заарештований, відбув дворічне ув'язнення за участь у студентському організаційному комітеті зі святкування 100-річчя з дня народження Т.Шевченка. Під час Першої світової війни служив в інженерному відділі штабу Київського військового округу.
На Всеукраїнському національному конгресі 1917 обраний членом Української Центральної Ради від студентських організацій Києва. Член Всеукраїнської ради робітничих депутатів та її виконкому. Входив до складу ЦК УСДРП і репрезентував партію в Малій раді (див. Комітет Української Центральної Ради). Головний редактор газети «Вісті з Української Центральної Ради», співредактор «Робітничої газети». 6 листопада 1917 призначений секретарем УЦР. Після гетьманського перевороту 1918 продовжував працювати в «Робітничій газеті», за доби Директорії УНР – секретар української місії в Італії. Протягом 1919–20 редагував часопис «La Voce del Ucraina». 1921 переїхав до Чехословаччини, працював в Українській господарській академії в Подєбрадах.  У Подєбрадах разом із Василем Проходою створив організацію «Український сокіл». З його ініціативи створено Український центральний спортивний союз, який він очолював упродовж 1923–27. Від 1928 мешкав у Швейцарії. 1928–44 редагував бюлетень "Ofinor" (Женева), співпрацював з багатьма українськими та іншомовними виданнями.

## Спогади
- За лаштунками Центральної Ради / Український історик. — 1968. — № 01-04 (17-20) [Архівовано 4 серпня 2014 у Wayback Machine.].